# Lúcio Cardoso
Lúcio Joaquim Cardoso Filho anche conosciuto come Lucio Cardoso (Curvelo, 14 agosto 1912 – Rio de Janeiro, 22 settembre 1968) è stato uno scrittore, drammaturgo, poeta e pittore brasiliano.

## Biografia
Proveniente da una famiglia povera ma importante dello Stato brasiliano di Minas Gerais, Lucio Cardoso era il fratello di Adauto Lúcio Cardoso, senatore dell'União Democrática Nacional e più tardi membro del Tribunale federale brasiliano, e di Maria Helena Cardoso, che fu anch'essa scrittrice e memorialista e che curò la redazione proprio delle memorie postume di suo fratello Lùcio (Por onde andou meu coração ("Dove sei stato mio cuore") 1967; Vida-vida, 1973; e Sonata perdida: Anotações de uma velha dama digna ("Sonata perduta: Note di una vecchia signora dignitosa"), 1979)
In giovane età, respinto od espulso da diverse scuole, Cardoso decise di trasferirsi a Rio de Janeiro, dove trovò lavoro presso una compagnia di assicurazioni. Ben presto venne a conoscenza dell'esistenza di un gruppo di scrittori che operavano attorno al ricco industriale (e poeta egli stesso) Augusto Frederico Schmidt, il quale per primo pubblicò le sue prime opere. Molti di questi scrittori, tra cui Octavio de Faria e Cornelius Penna, erano, come Cartwright, ferventi cattolici e, come nel caso dei gemelli Cardoso e di Octavio de Faria, sia cattolici che omosessuali. In un periodo in cui la letteratura brasiliana era dominata da influenze intellettuali e politiche di sinistra, da temi regionalisti, questi scrittori erano meno interessati alle tensioni politiche allora in quanto preferivano temi interiori, come la descrizione dell'esperienza personale e il bisogno di salvezza spirituale. Considerare questi valori fondamentali e porli sopra il carattere soggettivo della scrittura fu una caratteristica che accomunava Cardoso con la sua giovane contemporanea Clarice Lispector, che si innamorò di Cardoso quando era un'adolescente, e vi rimase legata da una stretta amicizia fino alla morte.
Cardoso fu molto prolifico in diversi generi, tra cui il teatro, dove, insieme con l'attivista afro-brasiliana Abdias do Nascimento, fondò il Teatro Experimental do Negro, prima compagnia teatrale di colore in Brasile. Con Paulo César Saraceni, fu sceneggiatore per il primo film lungometraggio del nascente cinema brasiliano, basato sulla storia popolare di un miracolo che si dice sia avvenuto in quegli anni a Itaboraí).
Probabilmente il suo romanzo più famoso è Crônica da casa assassinada ("Cronaca della Casa assassinata") del 1959, la lunga storia di stampo faulkneriano di una famiglia di piccola nobiltà decaduta in Minas Gerais.
Personaggio divenuto celebre nell'ambiente bohemien di Rio de Janeiro («Ipanema dovrebbe essere intitolata Lucio Cardoso» disse di lui un amico), Cardoso ebbe una salute malferma a causa del suo alcolismo e della dipendenza dagli psicofarmaci. Il 7 dicembre 1962, al culmine della sua creatività, ebbe un infarto. Lottò senza successo nel tentativo di recuperare la sua capacità di parlare e scrivere e quando fu costretto a rassegnarsi rivolse i suoi sforzi creativi alla pittura.
Il 22 settembre 1968, in seguito a un altro infarto, morì a Rio de Janeiro.

## Opere
- Maleita, Schmidt Editore, Rio de Janeiro, 1934.[4]
- Salgueiro, José Olympio, Rio de Janeiro, 1935.
- A luz no subsolo, José Olympio, Rio de Janeiro, 1936.
- Mãos vazias, José Olympio, Rio de Janeiro, 1938.
- Histórias da Lagoa Grande, Globo, Porto Alegre, 1939.
- O desconhecido, José Olympio, Rio de Janeiro, 1940.
- Céu escuro, Vamos Lêr!, Rio de Janeiro, 1940.
- Poesias, José Olympio, Rio de Janeiro, 1941.
- Dias perdidos, José Olympio, Rio de Janeiro, 1943.
- Novas poesias, José Olympio, Rio de Janeiro, 1944.
- O escravo (play), Edizioni Zélio Valverde, Rio de Janeiro, 1944.
- Inácio, in Dez romancistas falam de seus personagens, Ed. Condé, Rio de Janeiro, 1946.
- A professora Hilda, José Olympio, Rio de Janeiro, 1946.
- O anfiteatro, Livraria Agir, Rio de Janeiro, 1946.
- O enfeitiçado, José Olympio, Rio de Janeiro, 1954.
- Crônica da casa assassinada, José Olympio, Rio de Janeiro, 1959.
- Diário I, Elos, Rio de Janeiro, 1961
- O mistério dos MMM, in collaborazione con João Condé, O Cruzeiro, Rio de Janeiro, 1962.
- Diário completo, José Olympio/INL, Rio de Janeiro, 1970.
- Três histórias da província, Bloch, Rio de Janeiro, 1969.
- Três histórias da cidade, Bloch, Rio de Janeiro, 1969.
- O viajante (Romanzo incompiuto, pubblicazione e prefazione di Octavio de Faria). José Olympio, Rio de Janeiro, 1973.
- Poemas inéditos, (Introduzione ed edizione di Octávio de Faria, prefazione di João Etienne Filho), Nova Fronteira, Rio de Janeiro, 1982.